# Rei Tōma
Rei Tōma (jap. 藤間 麗; * 11. März in der Präfektur Chiba, Japan) ist eine japanische Mangaka und Illustratorin. Sie zeichnet und schreibt Shōjo-Mangas.
Ihr Debüt gab sie 2005 mit dem One Shot (yomikiri) Help me Dentist in Shōgakukans Manga-Magazin Cheese! Ausgabe 9/2005. Auch ihre folgenden Werke erschienen ausschließlich darin. Ihre erste Fortsetzungsgeschichte war Tsukushite Agemase Ende 2007, die auch eine Veröffentlichung als Sammelband (Tankōbon) erhielt. Ihr erfolgreichstes Werk ist Dawn of Arcana, das von 2009  bis 2013 lief und in 13 Sammelbänden zusammengefasst wurde.
Daneben illustrierte sie auch Kunoe Miyamas Light-Novel-Reihen Maihime Koikazeden (4 Bände), Ōran Koi Emaki (10 Bände) und Otome Nadeshiko Koi Techō (bisher 2 Bände).
Der Carlsen Verlag veröffentlichte die Kurzgeschichtensammlungen Einfach nur S und absolut M! (S no Yuiitsu M no Zettai) und Glanz der Sterne (Hoshiiro no Okurimono), sowie die Fortsetzungsgeschichten Sehr wohl! Maid in Love (Tsukushite Agemasu) und Dawn of Arcana (Reimei no Arcana) auf Deutsch.

## Werk

### One-shots
- Help me Dentist (ヘルプ me デンティスト, Herupu me Dentisuto; Cheese! 9/2005)
- Motto Kanojo ni Shite yo (もっと彼女にしてよ; Cheese! 11/2005)
- Soprano (ソプラノ, Sopurano; Cheese! 1/2006)
- Hitsuji no Kawa o Nugimashō (羊の皮を脱ぎましょう; Cheese! 3/2006)
- Hakka Drops (はっかドロップス, Hakka Doroppusu; Cheese! 5/2006)
- Anzu no Kami ga Nagai Riyū (杏奈の髪が長い理由; Cheese! 9/2006)
- Boku no Hysteric Girl (僕のヒステリックガール, Boku no Hisuterikku Gāru; Cheese! 11/2006)
- Einfach nur S und absolut M! (Sの唯一 Mの絶対, S no Yuiitsu M no Zettai; 2007), 1 Band mit den One-shots:
  - Liebesplanetarium (恋愛プラネタリウム, Ren’ai Puranetariumu; Cheese! 7/2006)
  - My Dear Cat (マイ・ディア・キャット, Mai Dia Kyatto; Cheese! 1/2007)
  - Einfach nur S und absolut M! (Cheese! 3/2007)
  - Jitterbug (ジッターバグ, Jittābagu; Cheese! 5/2007)
  - Bet!! (BET!!; Cheese! 2/2008)
- Glanz der Sterne (星色のおくりもの, Hoshiiro no Okurimono; 2008), 1 Band mit den One-shots:
  - Glanz der Sterne (星色のおくりもの, Hoshiiro no Okurimono; Cheese! 4/2008, Beilage), basierend auf dem gleichnamigen PS2-Spiel von Takuyo
  - Antique Wish (アンティークWishへようこそ, Antīku Wish e Yōkoso; Cheese! 6/2007, Beilage)
  - Dornröschen kann nicht schlafen (スリーピングビューティーは眠れない, Surīpingu Byūtī wa Nemurenai; Cheese! 11/2007)
- Hanabi no Owaru Koro (花火の終わる頃; Cheese! 7/2007)

### Fortsetzungsgeschichten
- Sehr wohl! Maid in Love (つくしてあげます, Tsukushite Agemasu; 2007), 1 Band
- Einfach nur S und absolut M (Sの唯一 Mの絶対, S no Yuiitsu M no Zettai; 2007), 1 Band
- Mysterious Honey (僕はキスで嘘をつく, Boku wa Kisu de Uso o Tsuku; 2008), 2 Bände
- Dawn of Arcana (黎明のアルカナ, Reimei no Arukana; 2009–2013), 13 Bände
- Rokka Melt – Fiancé wa Yukiotoko (ロッカメルト〜フィアンセは雪男〜, Rokka Meruto – Fianse wa Yukiotoko, 2013–2014)
- Die Braut des Wasserdrachen (水神の生贄, Suijin no Hanayome, 2015–2019), 11 Bände
- Das Biest des Königs (王の獣, Ō no Kemono, seit 2019), 9 Bände